# Barken Beatrice (1881)
Barken Beatrice var en fyrmastad bark, byggd 1881 av Robert Steele & Co. i Greenock, Skottland under namnet Routenburn. 1905 köptes fartyget till Sverige med syfte att utbilda fartygsbefäl och samtidigt idka fraktfart. Fartyget döptes om till Svithiod och 1922 ändrades namnet till Beatrice. Fartyget var länge Sveriges största segelfartyg och användes ofta för vete och ulltransporter från Australien. Beatrice höggs upp 1932.

## Under brittisk flagg (1881–1905)
Fartyget användes av rederiet R Shankland & Co främst i ulltraden från Australien till England. Från början medfördes även betalande passagerare men senare blev konkurrensen för svår från ångfartyg. Skeppet ansågs vara snabbt och satte flera rekord på sträckan Australien-England.
Fartyget lämnade i december 1903 Newcastle med destination San Francisco. Under en svår storm i norra Atlanten spolades två unga lärlingar överbord, fyra besättningsmän skadades och fartyget skadades allvarligt. Efter reparationer i Cobh (dåvarande Queenstown) i södra Irland ankom skeppet till San Francisco i augusti 1904.

## Under namnet Svithiod (1905–1922)

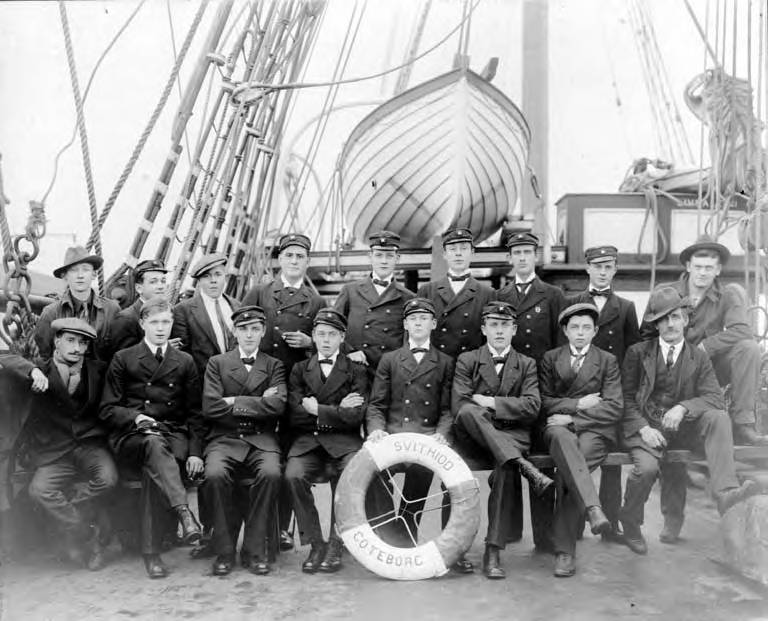
Besättningen på Svithiod någon gång under åren 1905–1922.

Rederibolaget Navigator bildades 1905 av flera välkända affärsmän såsom August Kjellberg, Dan Broström, Johan Ekman, Georg Douglas Kennedy, Ernst Roberg, W. fl. Lundgren, John E. Olson och Carl 0. Wijk. Syftet var att utbilda fartygsbefäl för handelsflottan samt att idka fraktfart.Fartyget köptes in från Storbritannien och döptes om till Svithiod. De följande åren seglade skeppet framförallt till Australien och Sydafrika. Omkring 30 befälselever fanns ombord och de fick en praktisk och teoretisk utbildning som varade under tre år. Utbildningen avslutades med prov på en navigationsskola i Sverige.
1914 startade världskriget Sommaren 1917 blev Svithiod beslagtagen av Ententmakterna i Halifax. Skeppet var på väg från Buenos Aires till Nykjöbing i Danmark med majslast och hade på vägen anlöpt Pernambuco. En tysk styrman hade smugit sig ombord och upptäcktes först när skeppet var på väg. I Halifax kontrollerades fartyget av engelska marinsoldater. Att den tyska styrmannen och ett par säckar med gummi hade funnits ombord användes som motivering för att de hade brutit mot de krigstida reglerna. Troligen var det istället risken för att lasten av majs skulle komma i tyska händer som var den verkliga orsaken till att fartyget och lasten togs i beslag. Skeppet låg sedan overksamt några år i Halifax innan det under brittisk flagg sattes in på trafik till Sydamerika. Rederiet överklagade beslaget av fartyget och fick efter flera år rätt. Svithiod återvände våren 1920 till Göteborg. Det tidiga 20-talet innebar låga fraktpriser och rederiet fick ekonomiska problem. 

## Under namnet Beatrice (1922–1932)
För att bevara skolskeppsverksamheten bildades AB Pollux 1922 under ledning av kapten Alexander Pedersen. Svithoid köptes in från AB Navigator och döptes om till Beatrice.
Efter kriget uppstod en inofficiell tävling i vilket segelfartyg som gjorde den snabbast seglingen från Australien via Kap Horn och norrut tillbaka till England. Lasterna bestod oftast av vete så detta kallades "The grain races". Tävlingen hade ingen ekonomisk betydelse men den uppmärksammades av tidningar och allmänhet som fascinerades av de sista stora segelskeppens segling av den långa distansen i ofta mycket hårt väder.  Beatrice vann tävlingen 1923 på 88 dygn och 1925 med 103 dygn.

### Lasse Dahlqvist tid som elev 1928–1929
Sjutton år gammal mönstrade Lasse Dahlqvist på Beatrice i juni 1928 tillsammans med fjorton andra befälselever.  Resan till Australien via Kap Horn tog 94 dygn och hemresan 134 dygn. Matbrist uppstod under den långdragna hemresan och många i besättningen blev sjuka.  Dagböcker av honom och flera av hans kamrater finns bevarade.
”Vi var femton elever som mönstrade ombord i London. Det var egentligen en alldeles för liten besättning. Vi var sålunda beredda på att få slita. Eleverna bodde i två skansar och den övriga besättningen bodde under backen. Befälet hade sina hytter och salong akter ut under poopen. Den över allt annat överskuggande tanken var hur vi i herrans namn skulle våga oss upp i den mäktiga riggen. När jag första kvällen lagt mig i min koj kunde jag inte somna. Jag tänkte bara på riggen. När jag trodde att alla låg och sov smög jag mig upp och ut på däck i mörkret. Jag ville träna lite grann och åtminstone klättra en bit upp. Tydligen hade alla de andra eleverna haft samma tanke, ty i varje vevling sågs skuggfigurer som trevade sig upp och sökte sig framåt.”
Under resan skrev han två visor, Beatrice-valsen och Geelong, som blev de första av hans visor som spelades in på grammofon.

### Slutet
Sommaren 1930 kom Beatrice tillbaka efter sin sista långsegling. Hon lades upp i väntan på bättre konjunktur men 1932 gjorde AB Pollux konkurs och fartyget såldes till upphuggning i Stavanger. Galjonsbilden, roderkistan och rodermekanismen från barken finns bevarade på Sjöhistoriska museet i Stockholm.

## Övrigt

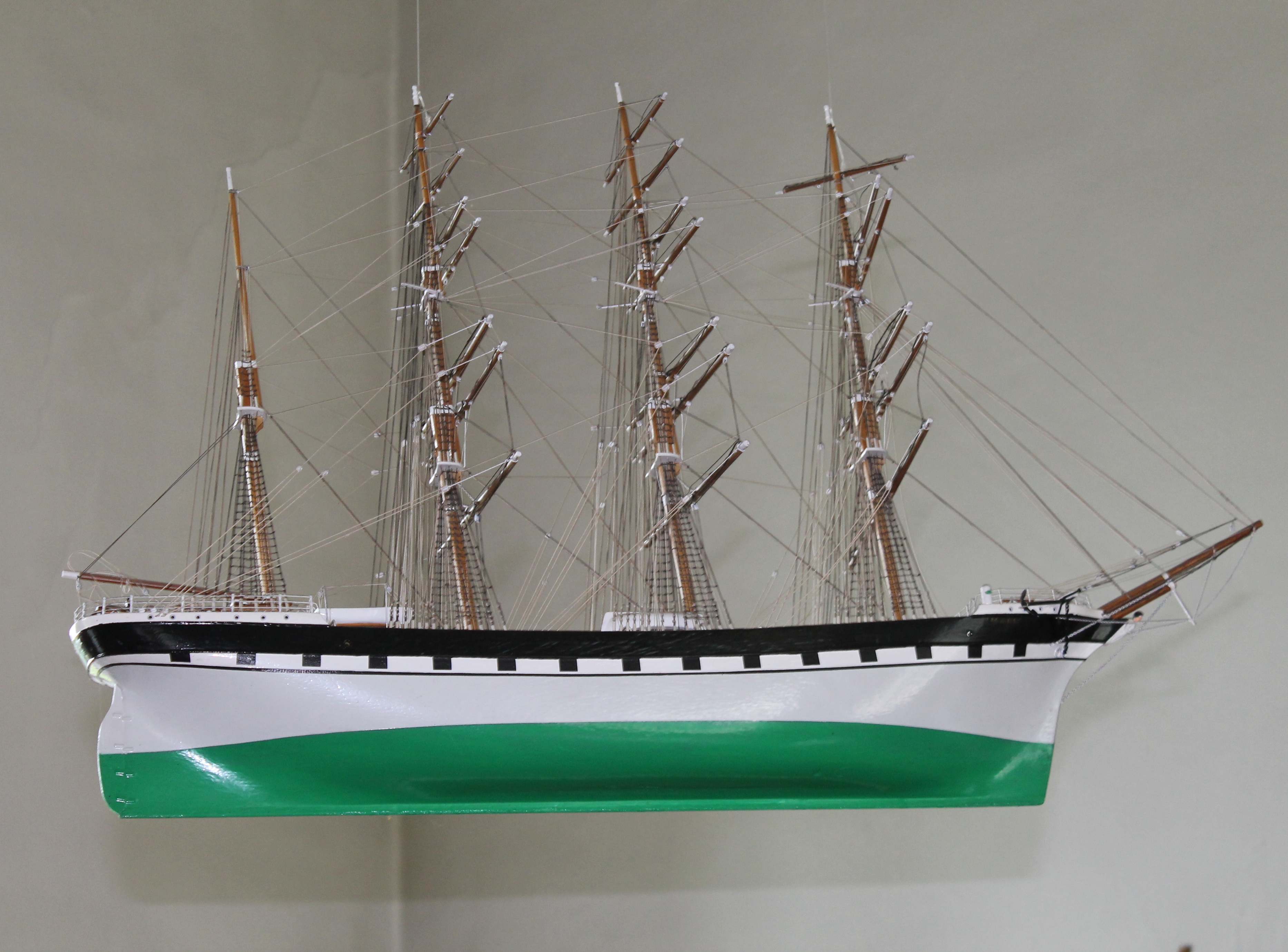
Beatrice som votivskepp i Hulterstads kyrka.

Hulterstads kyrka på södra Öland har en modell av barken Beatrice som votivskepp.
En gata och en bostadsrättsförening vid västra Sannegårdshamnen i Göteborg är döpt efter barken Beatrice.